# مديرية الطيال

تعديل مصدري - تعديل

مديرية الطيال إحدى مديريات محافظة صنعاء اليمنية. بلغ عدد سكانها 36253 نسمة عام 2004. تقع إلى الشرق من العاصمة صنعاء.

## العزل

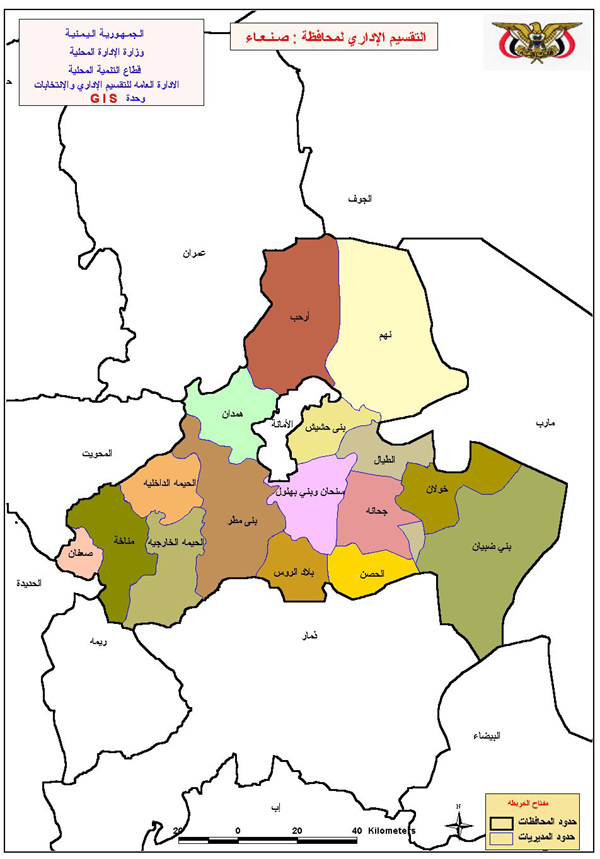
موقع مديرية الطيال في محافظة صنعاء

عزل المديرية :
1. بني سحام
2. بني جبر
3. السهمان
4. جبل اللوز
5. قروى الطيال